# Marijke Amado

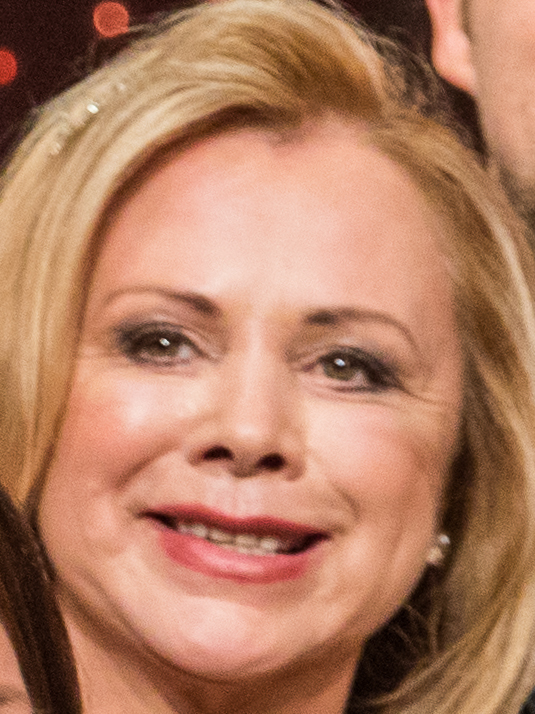
Marijke Amado (2018)

Marijke Amado (* 1. Februar 1954 in Tilburg, Niederlande als Maria Henrica Elisabeth Verbraak) ist eine niederländische Moderatorin, die auch aus dem deutschen Fernsehen und Radio bekannt ist.

## Leben und Wirken
Nach der Schule wollte Amado eigentlich eine Schauspielschule besuchen. Letztlich hat sie zunächst eine Lehre zur Goldschmiedin gemacht und zwei Jahre in Amsterdam in diesem Beruf gearbeitet. Anschließend wurde sie Reiseleiterin und Animateurin bei Neckermann Reisen. Auf einer Kreuzfahrt wurde sie vom späteren Schwiegersohn Rudi Carrells entdeckt, woraufhin dieser anfragte, ob sie Assistentin in seiner Sendung Am laufenden Band werden möchte, wo sie 1978 anfing.
Der Durchbruch gelang ihr mit der ARD-Vorabendsendung WWF-Club, ausgestrahlt von 1980 bis 1990 im Verbreitungsgebiet des WDR, den sie in 400 live ausgestrahlten Episoden gemeinsam mit Frank Laufenberg und Jürgen von der Lippe (später ersetzt durch Jürgen Triebel) moderierte. Zu Beginn ihrer Karriere war sie auch als Sängerin (z. B. Ich tanze nie wieder Tango, Höpseke, Lass uns irgendwo hingehn) aktiv; sie hat auch gemeinsam mit ihrem WWF-Club-Kollegen Jürgen Triebel ein Schlager-Medley aufgenommen.
Sie moderierte 1989 die WDR-Sendung Easy, in der junge Talente und ihr Hobby vorgestellt wurden, und spielte 1990 in der sechsteiligen ARD-Kinderserie Unternehmen Jocotobi. 1991 war sie Gast in einer Folge der RTL-Serie Ein Schloß am Wörthersee, und von Januar 1992 bis April 1992 moderierte sie die RTL-Quizshow Superfan, in der drei Fans eines anwesenden Musikgastes Fragen zu diesem beantworten mussten.
Von 1990 bis 1998 moderierte sie die RTL-Kindersendung Mini Playback Show. Weil sie dabei „Kinder zu Sexobjekten herausgeputzt habe“, erhielt sie 1996 den „Preis der beleidigten Zuschauer“. Sie hat die Vorwürfe stets zurückgewiesen. Wegen rückläufiger Einschaltquoten wurde die Show 1998 überarbeitet und dabei auch Amado durch Jasmin Wagner ersetzt, worauf die Sendung bald ganz eingestellt wurde. Von 1999 bis 2001 moderierte Amado gemeinsam mit Franz-Josef Antwerpes im WDR-Fernsehen die Sendung Amado und Antwerpes – Die Talkshow für Genießer.
Sie betrieb zeitweilig das Unternehmen Step to the Future, das Nachwuchs-Fernsehmoderatoren ausbildete, und hatte einige Auftritte im Musical Die Schöne und das Biest in der Fassung von Martin Doepke. Nachdem Amado Opfer eines Hochstaplers und Heiratsschwindlers geworden war, musste sie ihr Haus verlassen. Diese schwierigen Jahre beschrieb sie 2007 in einem autobiografischen Buch mit dem Titel Mr. Bink – Vom Traummann zum Albtraum.
Immer wieder moderiert sie Sendungen, zum Beispiel zu den Beneluxstaaten oder auch Musiksendungen, und war Gast in Sendungen wie Alfredissimo, Zimmer frei!, Blond am Freitag, Planet Wissen, Kachelmanns Spätausgabe, Das perfekte Promi-Dinner, Volle Kanne, Lafer! Lichter! Lecker!, Samstag Abend, Weck Up, Das NRW-Duell. In der Sendung Das perfekte Promi-Dinner war sie zweimal zu Gast, im Silvesterspecial 2007 und im Jahr 2011.
Von Anfang 2008 bis Ende 2009 moderierte sie alle 14 Tage sonntags nachmittags zusammen mit ihrem ehemaligen WWF-Club-Kollegen Jürgen Triebel die Sendung Schlagerboulevard im Radio auf WDR 4. Im August 2009 wurde im MDR eine Pilotfolge der Talkshow Amado – der Talk gesendet, die in lockerer Folge Freitagabend ausgestrahlt werden sollte, jedoch nicht fortgesetzt wurde. Anfang 2011 wurden vier Episoden der Sendung Aufgemöbelt – Erstklassig wohnen aus zweiter Hand im SWR Fernsehen ausgestrahlt, in der sie zusammen mit Oliver Schübbe und Daniel Becker Wohnungen mit selbstgebauten Möbeln verschönerte.
2012 konnte sie in der Vox-Sendung Promi Shopping Queen den ersten Platz belegen. Im April 2013 war Amado in der RTL-Tanzshow Let’s Dance zu sehen. Mit ihrem Tanzpartner Stefano Terrazzino belegte sie den achten Platz. Im Mai 2013 war Amado in der RTL-II-Doku-Soap Promi-Frauentausch zu sehen. Im September 2013 war sie Kandidatin von Promi Big Brother auf Sat.1, wo sie den 3. Platz belegte.
2014 war sie gemeinsam mit Harry Wijnvoord und Maxi Arland in der NDR-Quizshow Wer hat’s gesehen? zu Gast. Im November 2017 war sie – wiederum mit Harry Wijnvoord – Gast in der Quizshow Wer weiß denn sowas?, in der sie bereits im Juni 2016 gegen Jürgen von der Lippe angetreten war. Im Oktober 2017 nahm sie im Rahmen der ersten Promiwoche bei Die Küchenschlacht teil und belegte den dritten Platz. Im August 2020 war sie zusammen mit ihren ehemaligen WWF-Club-Kollegen von der Lippe, Triebel und Laufenberg zu Gast in einer Ausgabe der Talkshow Kölner Treff, die sich ausschließlich dem 40. Geburtstag des WWF Club widmete.
Im April 2015 startete sie einen Online-Blumenversand, den sie später wieder einstellte. Im Februar 2016 feierte sie mit ihrem ersten Solo-Programm Echt wahr!? Premiere in Neuss. Die Originaltexte stammen von der niederländischen Kabarettistin Brigitte Kaandorp. Regie führte Anka Zink. Im Anschluss daran wurde das Programm geändert und bekam den Titel Amados Achterbahn.
Von Dezember 2020 bis November 2021 betrieb sie den YouTube-Kanal Noch alle Tassen im Schrank, wo sie regelmäßig Prominente per Videokonferenz interviewte. Danach wechselte sie zu Instagram. Für ihr Instagram-Angebot erhielt sie 2022 die Social-Media-Auszeichnung Die Goldenen Blogger in der Kategorie Bester Social-Media-Auftritt einer Celebrity.
Amado beschäftigt sich außerdem seit längerer Zeit mit Umwelt- und Energieproblemen und ist Präsidentin der Stiftung wfwf (water for the world foundation), die es sich zum Ziel gesetzt hat, sauberes Trinkwasser für die Dritte Welt bereitzustellen.
Sie war zweimal verheiratet, aus erster Ehe behielt sie ihren Namen Amado. Aus zweiter Ehe hat sie einen Sohn. Sie lebt im belgischen Lanaken, nahe der niederländischen Grenze zu Maastricht.

## Filmografie (Auswahl)

### Assistentin
- 1978: Am laufenden Band

### Moderatorin
- 1980–1990: WWF-Club
- 1989: Easy
- 1990–1998: Mini Playback Show
- 1992: RTL-Quizshow Superfan
- 1999–2001: Amado und Antwerpes – Die Talkshow für Genießer
- 2008–2009: Schlagerboulevard (Radiosendung)
- 2009: Amado – der Talk
- 2011: Aufgemöbelt – Erstklassig wohnen aus zweiter Hand
- Seit 2022: Wir lieben... WDR Fernsehen mit Moderator Sven Kroll[12]
- 2024: Amado, Belli, Biedermann (Das Erste, 10 Episoden)

### Schauspielerin
- 1984: Geschichten aus der Heimat (Fernsehserie) Folge: Die Läutseligen
- 1988: Starke Zeiten
- 1990: Unternehmen Jocotobi (Fernsehserie, 6 Folgen)
- 1991: Ein Schloß am Wörthersee (Fernsehserie, Folge Doppelbuchung)
- 1997: Dr. Stefan Frank – Der Arzt, dem die Frauen vertrauen (Fernsehserie, Folge Ein Herz für Kinder)

### Kommentatorin
- 2014: Rudi Carrell – unvergessen!
- 2018: Auf in den Urlaub – Sonne, Sommerhits und Sommerträume
- 2018: Bahnbrechend bekloppt – Der legendäre WWF Club (45-minütige Dokumentation von Oliver Schwabe für das WDR-Fernsehen.)
- 2019: Lass Dich überraschen am laufenden Band – Der große Rudi Carrell Abend

### Gast in einer Fernsehsendung
- 1991: Alles Nichts Oder?!
- 1997: Zimmer frei!
- 2000: alfredissimo!
- 2001–2007: Blond am Freitag
- 2007: Volle Kanne
- 2007, 2011: Das perfekte Promi-Dinner
- 2007, 2009, 2012, 2014: Lafer! Lichter! Lecker!
- 2008: Kachelmanns Spätausgabe
- 2012, 2013: Promi Shopping Queen
- 2013: Let’s Dance
- 2013: Promi-Frauentausch
- 2013: Promi Big Brother
- 2014: Wer hat’s gesehen?
- 2016: Grill den Henssler
- 2016: Kölner Treff
- 2016, 2017, 2018, 2020, 2024 (2×): Wer weiß denn sowas?
- 2017: Die Küchenschlacht
- 2018, 2020: Quizduell
- 2018: Neo Magazin Royale
- 2018: Mensch Jürgen! von der Lippe wird 70
- 2019: Das große Promibacken
- 2019: 35 Jahre RTLplus – Der große Kult-Abend
- 2020: Kölner Treff (Sondersendung zum 40. Geburtstag des WWF Club, in der auch ihre ehemaligen WWF-Club-Kollegen Jürgen Triebel, Jürgen von der Lippe und Frank Laufenberg zu Gast waren)
- 2021: Murmel Mania
- 2021: Grill den Henssler
- 2021–2022: Na siehste! – Das TV-Kult-Quiz mit Elton
- 2022: Das große Backen – Oster-Promi-Special
- 2022: Limbus – Zur Hölle mit Tahnee
- 2022: Goldene Sonne Spezial – 40 Jahre deutsches Privatfernsehen
- 2022: Unvergessen – Die Geheimnisse hinter den kultigsten RTL-Momenten
- 2022: ZDF-Fernsehgarten
- 2023: Krause kommt

### Gast in einer Radiosendung
- 2019: PopStop: Marijke Amado im Gespräch mit Frank Laufenberg[13]
- 2022: BR Schlager Brunch[14]

## Auszeichnungen (Auswahl)
2022: Die Goldenen Blogger: Bester Social-Media-Auftritt einer Celebrity: auf Instagram

## Publikationen
- Mr. Bink – Vom Traummann zum Albtraum. 1. Auflage. Riva-Verlag, München 2006, ISBN 978-3-936994-33-9 (Bearb.: Gerda Melchior; 3. Auflage 2008 erschienen).
- Frauen in den Medien – Immer schön gelassen bleiben. Plaza-Verlag, 2019, ISBN 978-3-95843-894-1.